# هاري كرامب
هاري كرامب (بالإنجليزية: Harry Crump)‏ هو لاعب كرة قدم أمريكي، ولد في 10 فبراير 1873 في Smethwick ‏ في المملكة المتحدة، وتوفي في 1943 في Burton upon Trent ‏ في المملكة المتحدة. لعب مع توتنهام هوتسبير ونادي برينتفورد ونادي دونكاستر روفرز ونادي لوتون تاون ونادي واتفورد ووولفرهامبتون واندررز.